# Trijodotironin
Trijodotironin (T3) je tiroidni hormon. On utiče na skoro svaki fiziološki proces u telu, uključujući rast i razviće, metabolizam, telesnu temperaturu, i brzinu srca.
Produkciju T3 i njegovih prohormonskih tiroksina (T4) aktivira tireostimulišući hormon (TSH), koji otpušta hipofiza. Taj signalni put je regulisan povratnim procesom zatvorene: povišene koncentracije T3, i T4 u krvnoj plazmi inhibiraju produkciju TSH u hipofizi. Sa sniženjem koncentracije tih hormona, hipofiza povećava produkciju TSH.
Efekti T3 na ciljna tkiva su oko četiri putva veći od T4. Udeo T3 među tiroidnim hormonima je oko 20%, dok ostalih 80% sačinjava T4. Oko 85% T3 u cirkulaciji se formira u hipofizi putem uklanjanja atoma joda sa ugljenika u poziciji pet spoljašnjeg prstena T4. Koncentracija T3 u ljudskoj krvnoj plazmi je oko 1/40 koncentracije T4, što je posledica kratkog poluživota T3, koje je samo 2,5 dana. Poluvreme eliminacije T4 je oko 6,5 dana.

## Spoljašnje veze
- [http://www.ebi.ac.uk/pdbe-srv/PDBeXplore/ligand/?ligand=T3